# Ски вакса
Ваксата е химическо вещество, представляващо мека субстанция, която се маже по долната част на ските (която е в контакт със снега) и цели запазването им за по-дълго време, както и подобряване на плъзгаемостта им по пистата.
Един от начините на нанасянето ѝ е чрез нагряване с ютия – ваксата започва да се топи и капе върхи долната част на ските. Накапва се по цялата дължина, след което се разтрива. Оставя се така за няколко часа, след което с цикла се маха излишната вакса, като ръката се движи само в една посока – от върха към опашката. Най-накрая със специална четка или груб вълнен парцал се излъсква до блясък.
В основата на ски ваксата е парафинът.